# Almendro (Ayabaca)
Almendro es un caserío peruano ubicado en el distrito de Paimas, perteneciente a la provincia de Ayabaca del departamento de Piura, al norte del Perú. 

## Ubicación
Almendro se ubica al oeste de la provincia de Ayabaca, en el distrito de Paimas, en el departamento de Piura.

## Demografía
En 2017 Almendro tenía una población de 87 habitantes.
| Gráfica de evolución demográfica de Almendro entre 1993 y 2017 |
|                                                                |
| Fuentes: Población 1993 y 2017                                 |